# The Kid (1921)
The Kid, in Deutschland auch bekannt als Der Vagabund und das Kind, ist eine US-amerikanische Stummfilm-Tragikomödie von Charlie Chaplin aus dem Jahre 1921. Die Hauptrollen übernehmen Charlie Chaplin, Edna Purviance sowie Jackie Coogan, der durch diesen Film zum Kinderstar wurde. Charles Chaplins erster Langfilm als Regisseur handelt von einem Tramp, der ein kleines Kind findet und es aufzieht. Durch äußere Umstände gerät die innige Beziehung zwischen den beiden allerdings in Gefahr. Der Film verknüpft Komödie mit Sozialdrama, was zu dieser Zeit fast einmalig war. The Kid war ein großer Kassenerfolg seiner Zeit und zählt noch heute zu Chaplins berühmtesten Werken. 2011 wurde der Film ins National Film Registry aufgenommen.

## Handlung
Als sie das Krankenhaus nach der Entbindung verlässt, legt eine vom Vater ihres Kindes verlassene Mutter ihr Neugeborenes in eine Limousine. Auf einem Zettel hinterlässt sie die Bitte, für „das Waisenkind“ zu sorgen. Anschließend will sie sich das Leben nehmen. Kurz darauf stehlen Diebe die Limousine. Als sie das Baby auf dem Rücksitz bemerken, entsorgen sie es kurzerhand neben einer Mülltonne. Der Tramp, der arm, aber nicht obdachlos ist, findet das Kind. Nachdem er vergeblich versucht hat, es wieder loszuwerden, nimmt er es mit zu sich nach Hause. Er findet den Zettel der Mutter und kümmert sich fortan wie ein Vater um den Kleinen, dem er den Namen John gibt. Die Mutter hat inzwischen – von Reue geplagt – ihre Selbstmordabsichten aufgegeben, findet aber vor der Villa die geparkte Limousine nicht wieder und erfährt, dass diese gestohlen wurde.
Fünf Jahre später ist aus der Mutter ein Opernstar geworden. Sie leistet Wohltätigkeitsarbeit, bei der sie, ohne es zu wissen, auch ihrem mittlerweile zu einem aufgeweckten Kleinkind herangewachsenen Sohn begegnet. Auf einem Empfang trifft sie den Vater des Kindes wieder, der ebenfalls berühmt geworden ist, aber die Wunden der Vergangenheit sind nicht zu heilen – sie leidet noch immer unter dem Verlust ihres Kindes.

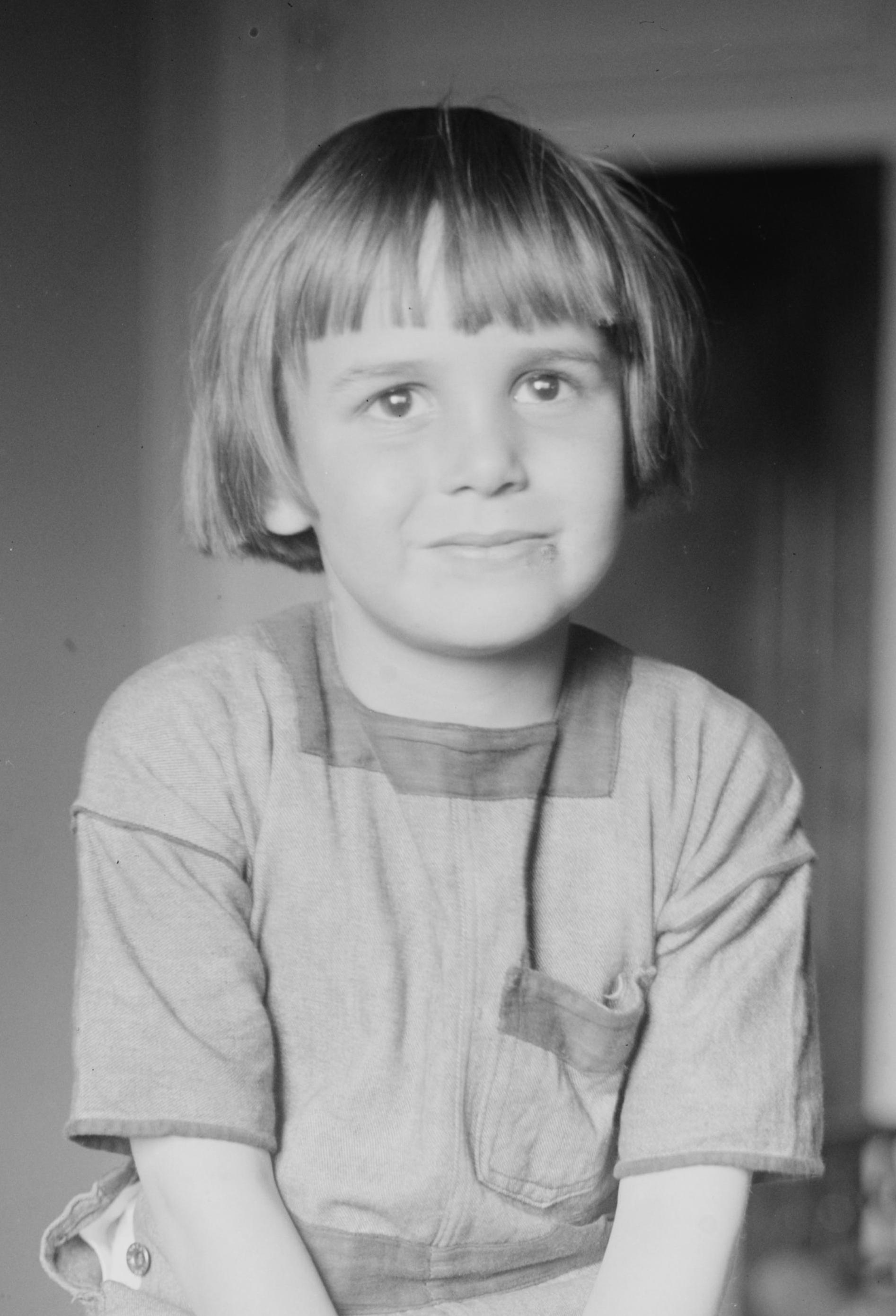
Jackie Coogan (1914–1984) spielte das Kind

Bei einem ihrer Besuche im Armutsviertel findet sie den Jungen krank vor und bringt ihn zum Tramp. Sie verspricht, wiederzukommen, um nach dem Jungen zu sehen. Dem Arzt, der John behandelt, erklärt der Tramp auf dessen Frage, nicht der wahre Vater zu sein, und zeigt ihm den von der Mutter geschriebenen Zettel. Der Arzt kündigt an, sich darum zu kümmern, dass das Kind angemessene Pflege erhalte. Einige Zeit darauf erscheinen zwei Mitarbeiter des örtlichen Waisenhauses, um John abzuholen. Die heftige Gegenwehr des Tramps und des Jungen kann nur mit Hilfe eines herbeigerufenen Polizisten gebrochen werden, doch der Tramp entkommt dem Polizisten und kann John noch vor der Ankunft im Waisenhaus wieder an sich bringen.
Währenddessen trifft die Mutter, die wie versprochen nach dem Jungen sehen will, vor der leeren Wohnung den Arzt, der ebenfalls vergeblich gekommen ist. Er zeigt ihr den Zettel, und die Mutter erkennt, dass John ihr eigenes Kind ist.
Da der Tramp nicht zurück in seine Wohnung kann, übernachtet er mit John in einer billigen Armenunterkunft. Deren Wirt entdeckt in der Zeitung eine Suchanzeige nach dem Kind und bringt den schlafenden John zur Polizei, um sich die Belohnung zu verdienen. Der Tramp sucht vergeblich nach John. Während die Mutter im Morgengrauen ihr Kind von der Polizei abholt, kehrt der Tramp niedergeschlagen zu seiner Wohnung zurück. Er findet sie verschlossen vor und schläft vor dem Hauseingang ein. Aus einem Traum wird er unsanft von einem Polizisten geweckt, der ihn zum Haus der Mutter bringt, wo er John wieder in die Arme schließen kann.

## Hintergründe

### Dreharbeiten

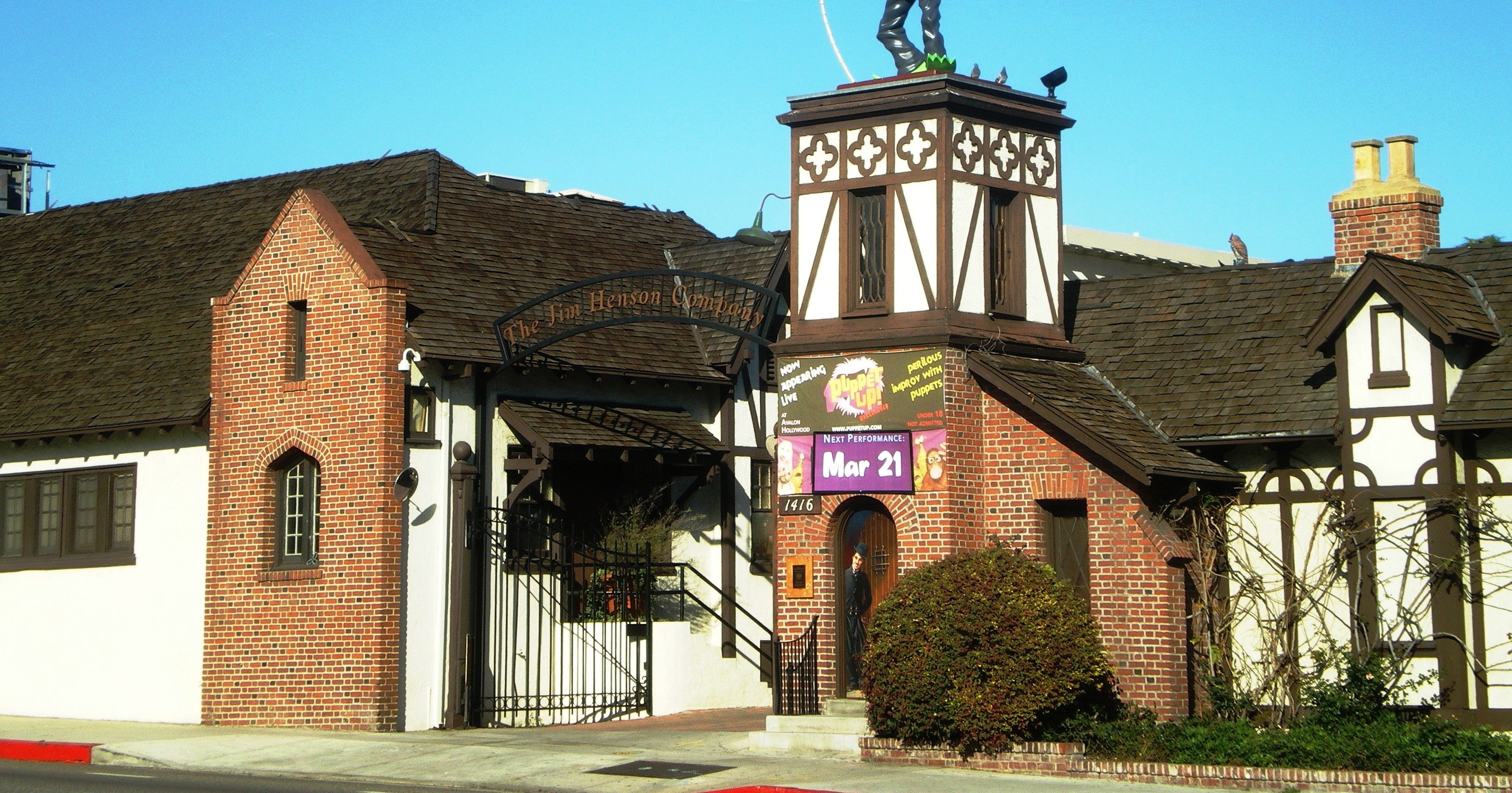
Ehemaliger Eingang der Charlie Chaplin Studios, wo der Film gedreht wurde (heute Jim Henson Company)

The Kid war der erste Langfilm als Regisseur von Chaplin, der bis dahin nur die damals üblichen Kurzfilm-Komödien gedreht hatte. Für den Film lieh sich Chaplin 500.000 US-Dollar von einer italienischen Bank. Das Filmbudget lag bei 250.000 US-Dollar. Die Dreharbeiten dauerten fünfeinhalb Monate, und die Nachbearbeitung des Filmes zog sich ebenfalls lange hin. Gedreht wurde in den Studios von Charlie Chaplin in Hollywood sowie an der Olvera Street in Los Angeles. Chaplins Stellvertreter als Regisseur war Charles Reisner, der im Film den tumben Straßenschläger verkörperte. Am Ende der Dreharbeiten hatte Chaplin 53-mal so viel Filmmaterial im Kasten, wie am Ende im tatsächlichen Film verwendet wurde. So viel Zeit und Geld hatte Chaplin bis dahin in noch keinen seiner Filme investiert.
Charlie Chaplin verknüpfte hier als Filmproduzent erstmals Komödie und Sozialdrama. Im Vorspann steht hierzu der Satz: „Ein Film mit einem Lächeln, und – vielleicht – einer Träne.“ So etwas war für die Komödien der Stummfilmzeit ungewohnt und fast einmalig: Meistens behandelten diese keinerlei ernste Themen, und auch sonst nahmen die Komödien ihre Figuren kaum ernst, sondern veralberten sie nur. In seinen späteren Filmen galt diese Verknüpfung von Komödie, Pathos und menschlicher Wärme als ein Markenzeichen von Chaplin.
Charlie Chaplin sah Jackie Coogan mit seinem Vater Jack Coogan Sr. (1887–1935) bei einer Vaudeville-Aufführung. Überzeugt von Coogans Talent, schrieb er die Geschichte des Kindes auf ihn zu. Chaplin und Coogan verstanden sich hervorragend und besuchten an den Sonntagen regelmäßig zusammen Vergnügungsparks und ähnliche Orte. Sie blieben bis zu Chaplins Tod im Jahre 1977 befreundet. Coogans Vater wurde als Schauspieltrainer seines Sohnes von Chaplin verpflichtet und erhielt 125 US-Dollar in der Woche, während sein Sohn in der Hauptrolle nur 75 US-Dollar erhielt. Coogan Sr. übernahm ebenfalls mehrere kleine Nebenrollen im Film, unter anderem als der Taschendieb in der Unterkunft. In seiner Autobiografie erinnerte sich Chaplin daran, dass Coogan Sr. seinen Sohn beim Dreh der Szene, in der das Kind fast ins Waisenhaus gebracht wird, zum Weinen bringen sollte. Coogan Sr. erzählte daraufhin seinem Sohn, dass wenn er in der Szene nicht weinen würde, er ebenfalls ins Waisenhaus gebracht werden würde. Letztlich weinte der Junge.

### „The Kid“ in Bezug auf Chaplins Leben

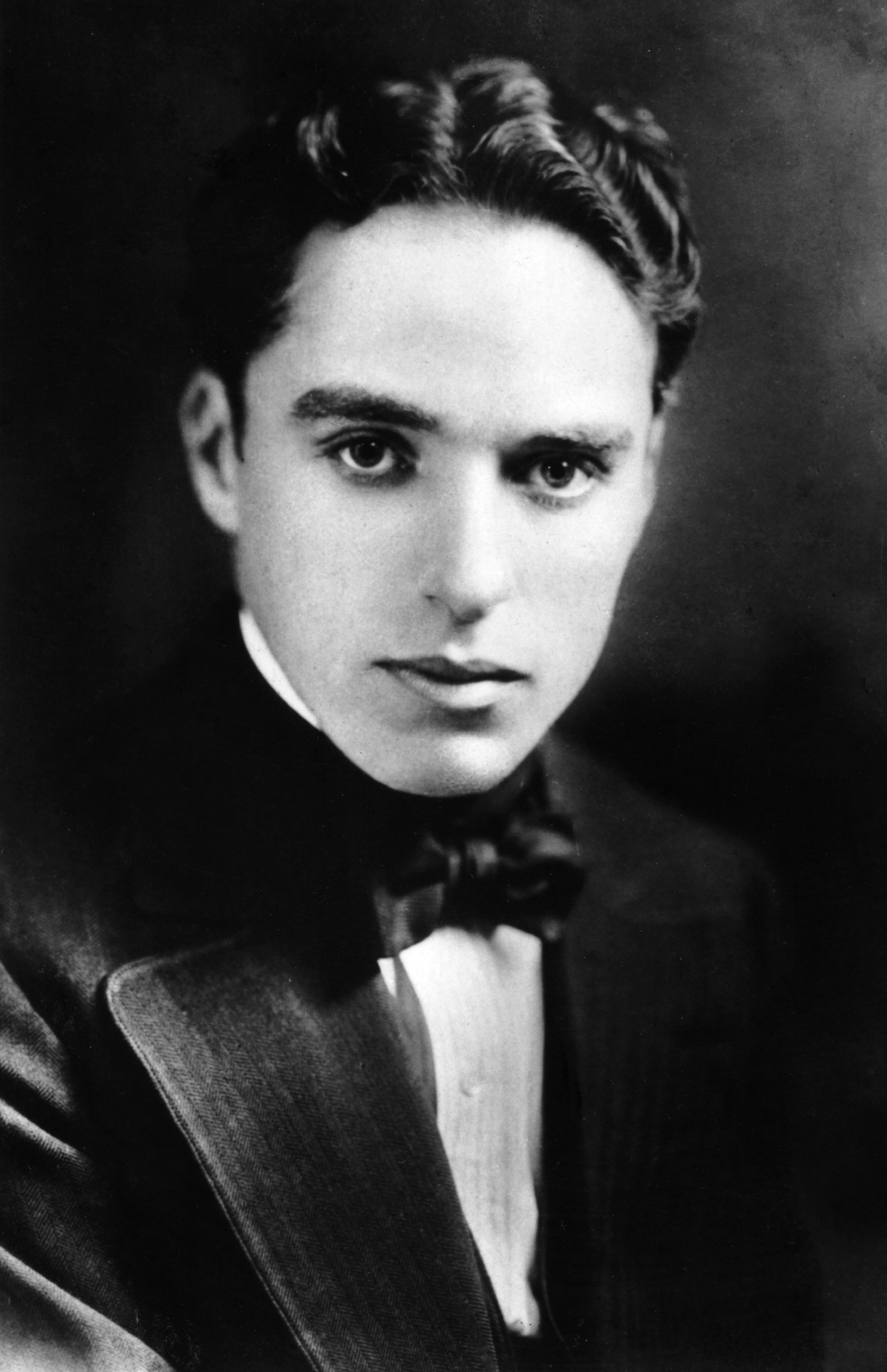
Charlie Chaplin ohne sein Tramp-Kostüm

Viele Filmhistoriker sehen den Film in Bezug auf Chaplins eigene Kindheit in den Armenvierteln Londons mit einer psychisch kranken Mutter; ebenso in Bezug auf den Tod seines neugeborenen Sohnes drei Tage nach seiner Geburt im Juli 1919.
Die minderjährige Schauspielerin Lita Grey, die den Tramp in seiner Traumsequenz zu verführen versucht, heiratete Charles Chaplin etwa drei Jahre später, weil sie als Folge einer Affäre während der Dreharbeiten zu Goldrausch im Alter von 16 Jahren ein Kind von ihm erwartete: Charles Chaplin junior. Zum Zeitpunkt des Drehs von The Kid war Chaplin noch in einem Scheidungskrieg mit seiner ersten Frau Mildred Harris. Mildreds Anwälte drohten damit, das Negativ des Filmes zu konfiszieren. Daraufhin floh Chaplin heimlich mit den Negativen und seinen engsten Mitarbeitern aus Kalifornien nach Salt Lake City, wo er sie in einem Hotelzimmer zusammenschnitt.

### Veröffentlichung, Nachwirkung und Neufassung
Die Premiere des Films war am 21. Januar 1921 in New York City. In Wien wurde der Film im April 1923 erstmals aufgeführt, in Deutschland hatte der Film am 16. November 1923 Premiere, außerdem gab es eine Wiederveröffentlichung von The Kid in Deutschland im Jahre 1997. Letztlich sollte sich das Risiko für Chaplin lohnen, denn The Kid wurde zu einem Kassenschlager und machte 2,5 Millionen US-Dollar Gewinn, was damals eine außergewöhnlich hohe Summe war. Insgesamt soll der Film bis heute rund 60 Millionen US-Dollar eingebracht haben.
Jackie Coogan wurde durch den Film zu Amerikas wohl größtem Kinderstar der 1920er Jahre, doch der Erfolg verließ ihn nach der Pubertät, und seine Mutter und sein Stiefvater hatten einen Großteil seines verdienten Geldes ausgegeben. Später konnte er als Charakterdarsteller einige Erfolge verzeichnen, etwa als Uncle Fester in der Serie The Addams Family. Als letztes lebendes Besetzungsmitglied des Filmes starb 2017 Silas Hathaway (* 1919), der im Film das titelgebende Kind als Baby verkörperte.
Im Jahre 1971, ein halbes Jahrhundert nach der Veröffentlichung des Filmes, komponierte der über 80-jährige Chaplin eine Filmmusik für The Kid. Die Musik wurde vom britischen Komponisten Eric Rogers bearbeitet. Zudem schnitt Chaplin aus dem ursprünglich 67 Minuten langen Film einige Szenen mit dem Vater und der Mutter heraus, die er als zu sentimental empfand. Herausgeschnitten sind unter anderem die Szenen, in der die traurige Mutter eine nicht so fröhliche Hochzeit beobachtet, eine längere Einstellung, die den Vater als Maler beim Bilder malen zeigt, eine Szene, in der ein fremdes Kind auf die Mutter zu läuft, sie es auf den Arm nimmt und es ihr sofort von einem Kindermädchen weggenommen wird, sowie die Szene, in der sich der Vater und die Mutter des Kindes auf einer Feier wiedertreffen und der Vater sein Leid kundtut, die Vergangenheit Revue passieren lässt, aber laut der Mutter es dafür bereits zu spät ist. Die Wiederaufführung von The Kid erfolgte am 4. April 1972 in den USA.

## Kritiken

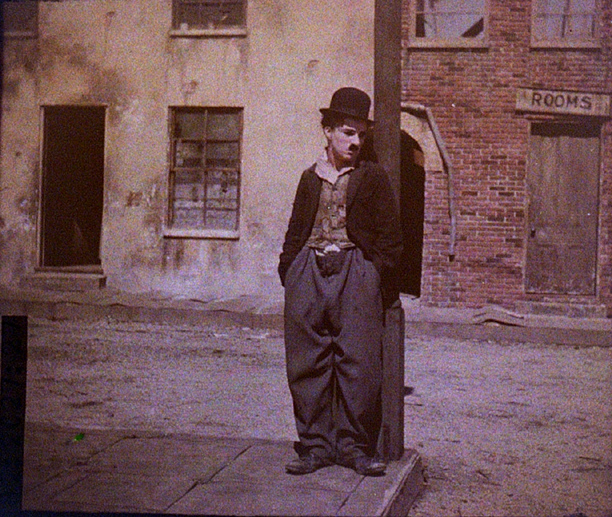
Charlie Chaplin als Tramp (zwischen 1917 und 1918)

Alle 19 Kritiken bei Rotten Tomatoes zu The Kid fallen positiv aus. Auf der Internet Movie Database hat der Film eine Wertung von 8,3 Sternen bei der für einen Stummfilm überaus hohen Zahl von mehr als 120.000 Bewertungen und liegt damit dort auf Platz 104 der besten Filme aller Zeiten. (Stand: Oktober 2021)

„Chaplin reflektiert in seinem ersten abendfüllenden Spielfilm die eigene Kindheit. Eine sentimentale, bittere, sozialkritische Tragikomödie, in der sich Realismus, Romantik und Phantasmagorie dank Chaplins und des kleinen Jackie Coogans unwiderstehlicher Darstellung mit Gags und Slapsticks zu einem großen Kinovergnügen verbinden.“

„Wie im Großteil seiner restlichen Produktionen wurde die Filmmusik eigens für ‚Der Vagabund und das Kind‘ komponiert und schafft es in bemerkenswerter Weise die Stimmung auf der Leinwand zu jedem Zeitpunkt in die Ohren des Zuschauers zu transportieren. Doch die Tragikomödie ist nicht gänzlich ohne Schwächen. Vor allem in der abschließenden Traumszene hat es Chaplin mit der Schwarz-Weiß-Malerei ein wenig übertrieben. Nachdem sich das Böse, in Person von Teufeln, Zutritt in die paradiesische Welt verschafft, herrscht heilloses Durcheinander. Der Tramp am Boden – das Kind entrissen. Im Kontext zum hervorragenden Gesamteindruck aber sicherlich zu vernachlässigen. So gelang Charlie Chaplin mit ‚Der Vagabund und das Kind‘ ein faszinierendes Werk mit viel Lachen und vielleicht einer Träne.“

„Wie in vielen seiner Filme betreibt Chaplin auch in ‚The Kid‘ ein Stück weit Sozialkritik. Einem Mann wird ein Kind weggenommen, nur weil er arm ist. Nur deswegen traut man ihm nicht zu, ein Kind zu erziehen, während man das Kleine ohne zu zögern einer reichen Frau geben würde. […] ist ‚The Kid‘ ein wunderschöner Film, der über fast die gesamten 55 Minuten Spieldauer prächtig unterhält und wie es der Vorspann versprach, nur für eine Träne sorgte.“

## Auszeichnungen
2011 wurde der Film ins National Film Registry als „kulturell, geschichtlich oder ästhetisch bedeutend“ aufgenommen. In der Begründung hieß es: „Charles Chaplins erster Langfilm, der Stummfilmklassiker The Kid, ist eine kunstvolle Verschmelzung zu einem berührenden Drama, mit einem sozialen Bezug und einfallsreicher Komik. […] The Kid ist ein Höhepunkt in Chaplins entwicklungsreichem Schaffen und beweist, dass er seine Kunstfertigkeiten auch über die Länge seiner üblichen Kurzfilm-Komödien bewahren kann und kann bei seinen Zuschauern starke, vielfältige Emotionen auslösen durch die geschickte Verknüpfung von Slapstick und Pathos…“